# 알파와 오메가

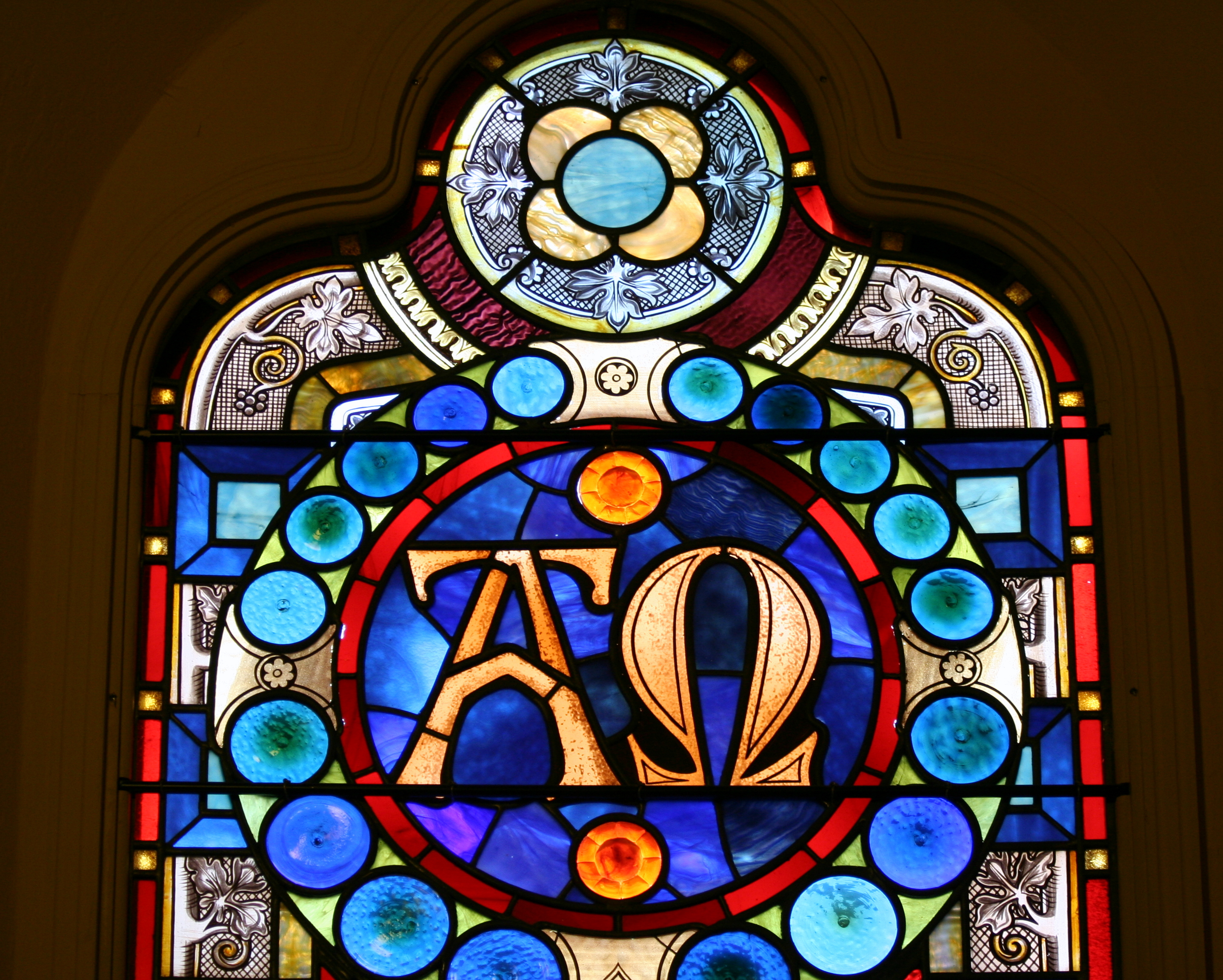
밀워키의 성 바울로 성공회의 스테인드 글라스에 그려진 '알파와 오메가'

알파(Α/α)와 오메가(Ω/ω)(영어: Alpha and Omega)는 신약 성서에 나타나는 어구(語句)이다. 엄밀하게 말하면 성서에 이 형태로는 나타나지는 않지만, 자주 'ΑΩ' 혹은 '알파와 오메가'에 상당하는 각국어로서 언급된다.

## 전거
신약 성서의 '요한의 묵시록'(1:8, 21:6, 22:13)에, 주님의 말 "나는 알파이며, 오메가이다"(코이네 그리스어: τὸ ἄλφα καὶ τὸ ὦ; 영어: I am the Alpha and the Omega)로서 나타난다. 덧붙여 21:6 22:13에서는 이 구의 뒤에 "처음이며 마지막이다"라고 덧붙인다.

## 성구
이사야 41장 4절 : 이 일을 누가 행하였느냐 누가 이루었느냐 누가 처음부터 만대를 불러내었느냐 나 여호와라 처음에도 나요 나중 있을 자에게도 내가 곧 그니라 
 이사야 44장 6절 : 이스라엘의 왕인 여호와, 이스라엘의 구원자인 만군의 여호와가 이같이 말하노라 나는 처음이요 나는 마지막이라 나 외에 다른 신이 없느니라 
 요한묵시록 1장 8절 : 주 하나님이 이르시되 나는 알파와 오메가라 이제도 있고 전에도 있었고 장차 올 자요 전능한 자라 하시더라 
 요한묵시록 21장 6절 : 또 내게 말씀하시되 이루었도다 나는 알파와 오메가요 처음과 마지막이라 내가 생명수 샘물을 목마른 자에게 값없이 주리니 
 요한묵시록 22장 13절 : 나는 알파와 오메가요 처음과 마지막이요 시작과 마침이라 

## 의미
그리스 문자의 최초의 문자 Α(알파)와 마지막 문자 Ω(오메가)를 늘어놓아 최초와 최후, 즉 "모두" "영원"이라는 의미를 가진다.

## 같이 보기
- 기독교 상징주의
  - 십자가
  - 이크티스
  - 카이 로
- 십자가형(十字架刑)
- 신약 속 예수의 이름과 호칭
- 유대교 속 하나님의 이름(영어판)